# 林正明
林 正明（はやし まさあき、1971年9月4日 - ）は、日本のローカルドラマ監督・演出家・脚本家・作家。東京都北区出身。陸上自衛隊出身。

## 来歴・人物
1998年4月より勝新太郎のマネージャーであった鈴木恭三郎に師事する。
1998年10月より株式会社有線ブロードネットワークス（現・株式会社USEN）の自社製作ラジオ枠にて、自身がマネージャーを務めるチェキッ娘出身のタレント大瀧彩乃をメインパーソナリティーに起用し「大瀧彩乃のHAPPY TOGETHER」を製作。構成作家兼ディレクターとして演出家デビュー。後に、世間で話題となる心理テスト・R&B・法律相談・魔裟斗などの流行を先取りし、1年間にわたり記録的な聴取率を残した。
1998年11月株式会社リップ（芸能プロダクション）を近江晃と共に立ち上げる。
その後K'sファミリーに籍を置き、映画界に参入。サンダンス・NHK国際映像作家賞2002入賞作品「ミラーを拭く男」（緒形拳主演）の撮影コーディネーターを始め多くの作品に携わる。
2004年1月「T・R・Y〜夢への階段〜」で監督デビュー。ローカル製作のドラマでは日本初となるCineAltaカメラHDW-F900を使用したHD-CAMでの撮影で話題を博し、日経エンタテイメントには関連コーナーが立ち上がった。この作品以降、HDVでの作品は多数製作されているが、CineAltaカメラを使って製作されたコンテンツはローカルでは存在しない。
以後、「Sunny-Side-UP」、「ランブリングフィッシュ」、「パセリ」と連ドラを年1本ペースで原作・脚本・監督・編集を兼任して製作。KBS京都を中心とした独立U局数局のネットワークで発表している。2007年10月より放送された「パセリ」は、独立U局13局すべてで放映され、『コミックガンボ』にて漫画化もされた。
ゴスペラーズの村上てつや・黒沢薫とは國學院大學久我山高等学校で同窓生。
特技として、絶対音感と瞬間映像記憶能力を持っている。

## 監督作品
- TV
  - T・R・Y〜夢への階段〜
  - Sunny-Side-UP
  - ランブリングフィッシュ
  - パセリ
  - クリスタル
- パセリVシネマ
  - Ｓｏｎｇ　Ｆｏｒ　Ｌｏｖｅ